# Виктор (Њујорк)
Виктор (енгл. Victor) град је у америчкој савезној држави Њујорк.

## Демографија
По попису из 2010. године број становника је 2.696, што је 263 (10,8%) становника више него 2000. године.
| Група             | 2000.         | 2010.         |
| Белци             | 2.342 (96,3%) | 2.557 (94,8%) |
| Афроамериканци    | 11 (0,5%)     | 9 (0,3%)      |
| Азијати           | 22 (0,9%)     | 23 (0,9%)     |
| Хиспаноамериканци | 31 (1,3%)     | 50 (1,9%)     |
| Укупно            | 2.433         | 2.696         |